# Heinrich Wilhelm von Horn

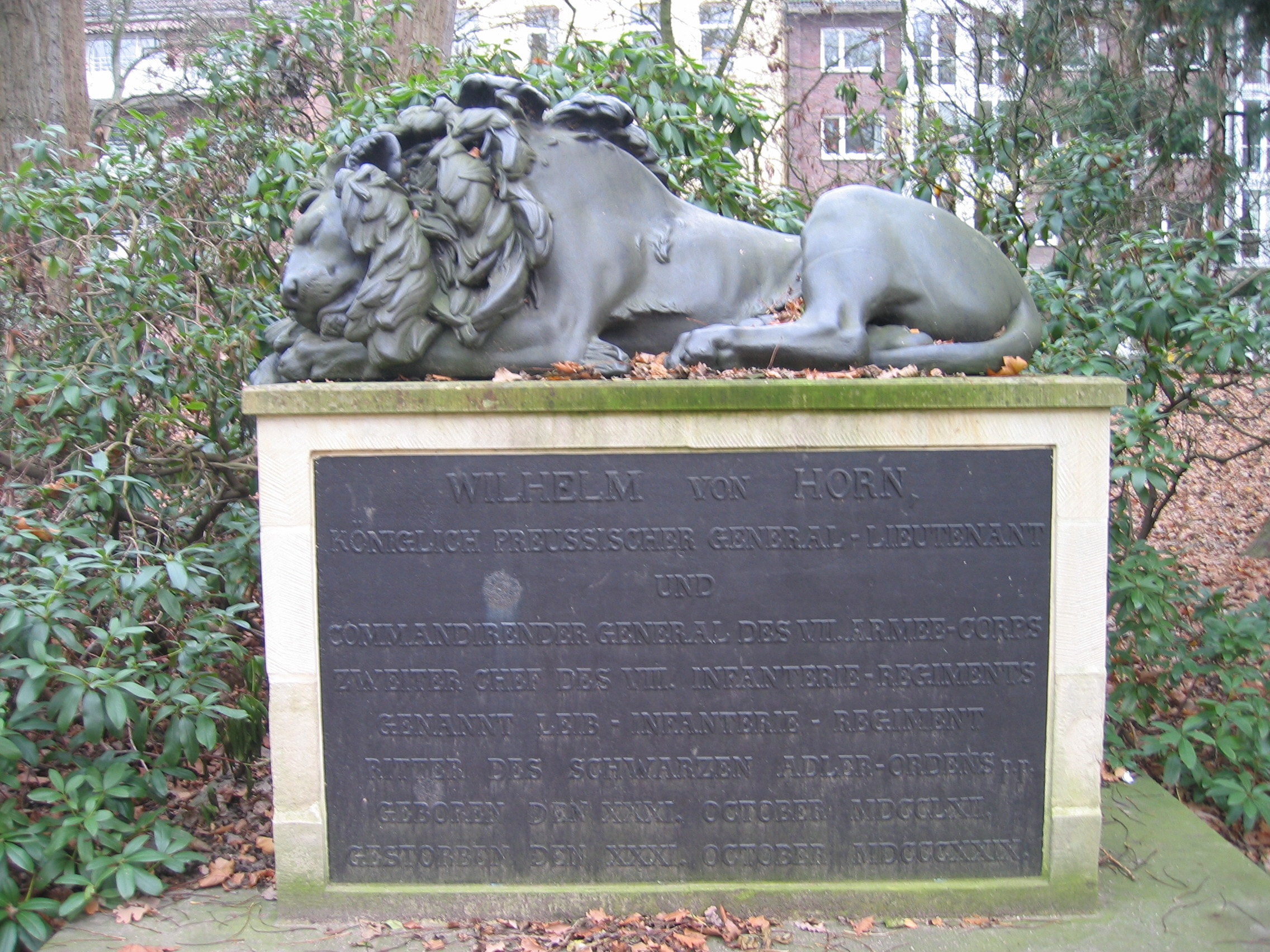
Tumba de Heinrich Wilhelm von Horn en Münster.

Heinrich Wilhelm von Horn (31 de octubre de 1762-31 de octubre de 1829) fue un teniente general prusiano que luchó en las guerras napoleónicas.
Von Horn nació el 31 de octubre de 1762 en Warmbrunn, actualmente Cieplice Śląskie Zdrój en Polonia, siendo el hijo de Johann Christian von Horn (1722-1797) y de su esposa Maria Rosine Becker (1724-1794).
Horn asistió a la escuela de cadetes en Berlín, saliendo el 25 de marzo de 1778 para unirse al Regimiento de Infantería "Afortunado" (Regimiento de Fusileros n.º 53), con el que tomó parte en la guerra de sucesión bávara. Mientras estuvo en este regimiento conoció y se hizo amigo de Ludwig Yorck, con quien trabajaría estrechamente en el futuro.
El teniente Horn se convirtió en adjunto del General Franz Andreas von Favrat en 1788, y de Julius von Grawert en 1793. Durante el levantamiento de Kościuszko, luchó en la batalla de Ravka y en el sitio de Varsovia, siendo condecorado con la Pour le Mérite el 6 de junio de 1794.
Cuando fue fundado el regimiento de infantería de Courbiere (número 58) en 1797, Horn recibió el mando de una de sus compañías de granaderos. Con el estallido de la campaña de 1806, se convirtió en Mayor, y su regimiento fue parte de la guarnición de Danzig. Horn se distinguió por su valiente defensa de Hagelsberg durante el sitio de Danzig.
Tras la Paz de Tilsit fue transferido al 2.º Regimiento de Infantería de Prusia Occidental antes de convertirse en Comandante de Kolberg y comandante del recién formado Leib-Infanterie-Regiment (N.º 8) el 20 de agosto de 1808. Permanecería asociado a este regimiento para el resto de su carrera.
En 1812, el Coronel Horn tomó parte en la invasión de Rusia, al mando de la 2.ª Brigada de Infantería en el Cuerpo auxiliar prusiano de Yorck. El 4 de septiembre de 1812, se le dio permiso para llevar la francesa Legion d'honneur.
En la campaña alemana de 1813, Horn comandó una brigada en el I Cuerpo de Yorck del Ejército de Silesia. Se distinguió en las batallas de Bautzen, Katzbach, Wartenburg y Leipzig. Durante la invasión de Francia, luchó en Laon y en París. En 1815 lideró una brigada en el VI Cuerpo que no estuvo involucrada en el combate.
Después del final de las guerras napoleónicas, Horn fue nombrado comandante del VII Cuerpo con cuartel general en Münster, un puesto que mantuvo hasta su muerte el 31 de octubre de 1829.
Según el Allgemeine Deutsche Biographie, "Horn fue uno de los más excelentes comandantes de brigada del Ejército prusiano [...] debido a su coraje, grosería popular, su bondad de corazón y noble disposición, "el viejo caballero" fue amado y venerado en el ejército así como por el pueblo."